# US Cup de 1993
O US Cup de 1993 foi a segunda edição do torneio de futebol US Cup.

## O Torneio
Visando a preparação para as eliminatórias para a Copa do Mundo de 1994, e para a Copa em si, Brasil, Alemanha, Inglaterra e Estados Unidos participaram do torneio.
Nesta edição, além do atrativo de contar com três seleções campeãs mundiais, incluindo a então detentora do título de campeã-mundial, Alemanha, que venceu a Copa do Mundo de 1990, o torneio teve em sua última rodada, no jogo entre Alemanha e Inglaterra, a primeira partida de futebol realizada em um estádio totalmente coberto, o Pontiac Silverdome nos arredores de Detroit.

### Fórmula de Disputa
A forma de disputa era simples. Quadrangular com todos jogando contra todos. A seleção que somasse mais pontos seria declarada campeã.

### As Partidas

#### 6 de Junho: EUA x Brasil
| 6 June 1993 | Estados Unidos | 0–2    | Brasil                | Yale Bowl                                  |
|             |                | Report | 5' Careca · 87' Winck | Público: 44,579 Árbitro: Ceccarini (Italy) |

United States: Tony Meola, Desmond Armstrong, John Doyle, Mike Lapper, Fernando Clavijo, Jeff Agoos, John Harkes, Chris Henderson (Peter Woodring 69’), Bruce Murray (Cobi Jones 57’), Roy Wegerle, Jean Harbor (Earnie Stewart 46’)
Brasil: Cláudio Taffarel, Winck, Julio Cesar, Márcio Santos, Branco (Nonato 46’), Luisinho (Rai 68’), Dunga, Boiadeiro, Valdeir, Careca, Elivelton  (Cafu 76’)

#### 9 de Junho: EUA x Inglaterra
| 9 June 1993 | Estados Unidos         | 2–0    | Inglaterra | Foxboro Estadio                           |
|             | Dooley 42' · Lalas 72' | Report |            | Público: 37,652 Árbitro: Weiser (Austria) |

United States: Tony Meola, Desmond Armstrong, Mike Lapper, John Doyle, Jeff Agoos, Fernando Clavijo, Thomas Dooley (Alexi Lalas 69’), John Harkes, Tab Ramos (Cobi Jones 82’), Roy Wegerle, Eric Wynalda (Earnie Stewart 61’)
England: Chris Woods, Lee Dixon, Gary Pallister, Carlton Palmer (Des Walker 61’), Tony Dorigo, David Batty, Paul Ince, Nigel Clough, Lee Sharpe, Les Ferdinand (Ian Wright 35’), John Barnes
- Paul Ince tornou-se o primeiro jogador negro a ser capitão do "English Team".

#### 10 de Junho: Brasil x Alemanha
| 10 June 1993 | Brasil                                        | 3–3    | Alemanha                       | RFK Estadio                              |
|              | Helmer (g.c.) 13' · Careca 32' · Luisinho 39' | Report | 66' 89' Klinsmann · 80' Möller | Público: 34,737 Árbitro: Tambarino (USA) |

Brazil: Cláudio Taffarel, Jorginho, Julio Cesar, Márcio Santos, Branco (Nonato 82’), Dunga, Valdeir (Almir 64’), Raí, Luisinho, Careca, Elivelton (Cafu 70’)
Germany: Andreas Köpke, Stefan Effenberg, Thomas Helmer, Jürgen Kohler, Guido Buchwald, Andreas Möller, Michael Zorc (Thomas Strunz 58’), Lothar Matthäus, Matthias Sammer (Karlheinz Riedle 46’), Christian Ziege (Michael Schulz 74’), Jürgen Klinsmann

#### 13 de Junho: Inglaterra x Brasil
| 13 June 1993 | Inglaterra | 1–1    | Brasil     | RFK Estadio                         |
|              | Platt 47'  | Report | Santos 76' | Público: 54,118 Árbitro: Dias (USA) |

England: Flowers, Barrett, Des Walker, Pallister, Dorigo, Sinton, Batty (David Platt 46’), Clough (Merson 82’), Paul Ince (Palmer 67’), Sharpe, Wright
Brasil: Cláudio Taffarel, Jorginho, Valber, Márcio Roberto dos Santos, Nonato (Cafu 5’), Luisinho (Palhinha 57’), Careca, Elivelton, Dunga, Valdeir (Almir 67’), Rai

#### 13 de Junho: EUA x Alemanha
| 13 June 1993 | Estados Unidos               | 3–4    | Alemanha                           | Soldier Field, Chicago, Illinois             |
|              | Dooley 25' 79' · Stewart 72' | Report | 14' Klinsmann · 34' 39' 59' Riedle | Público: 53,549 Árbitro: Loustau (Argentina) |

United States: Tony Meola, Desmond Armstrong, John Doyle, Mike Lapper, Fernando Clavijo, Jeff Agoos (Alexi Lalas 67’), Thomas Dooley, John Harkes, Tab Ramos (Cobi Jones 78’), Roy Wegerle, Eric Wynalda (Earnie Stewart 60’)
Germany: Andreas Köpke, Jürgen Kohler (Thomas Helmer 74’), Guido Buchwald, Michael Schulz, Stefan Effenberg (Andreas Möller 60’), Lothar Matthäus, Uwe Bein, Christian Ziege, Thomas Strunz, Karlheinz Riedle, Jürgen Klinsmann (Karlheinz Pflipsen 70’)

#### 19 de Junho: Alemanha x Inglaterra
| 19 June 1993 | Alemanha                      | 2–1    | Inglaterra | Silverdome, Pontiac, Michigan             |
|              | Effenberg 26' · Klinsmann 55' | Report | 31' Platt  | Público: 62,126 Árbitro: Cavani (Uruguay) |

Germany: Illgner, Stefan Effenberg (Zorc 76'), Helmer, Buchwald, Andreas Möller (Sammer 63’), Matthäus, Schulz, Ziege, Strunz, Karlheinz Riedle, Jürgen Klinsmann
England: Martyn, Barrett, Pallister (Keown 53'), Des Walker, David Platt, Paul Ince, Clough (Wright 70’), Sinton, Merson, John Barnes, Sharpe (Winterburn 46’)

#### Classificação Final
| Time | Time           | J | V | E | D | GP | GC | Saldo | Pts |
| ---- | -------------- | - | - | - | - | -- | -- | ----- | --- |
| 1    | Alemanha       | 3 | 2 | 1 | 0 | 9  | 7  | +2    | 7   |
| 2    | Brasil         | 3 | 1 | 2 | 0 | 6  | 4  | +2    | 5   |
| 3    | Estados Unidos | 3 | 1 | 0 | 2 | 5  | 6  | -1    | 3   |
| 4    | Inglaterra     | 3 | 0 | 1 | 2 | 2  | 5  | -3    | 1   |

##### Campeão
| US Cup de 1993              |
| --------------------------- |
| Alemanha Campeã (1º título) |

#### Artilheiros
4 Gols
- Jürgen Klinsmann

3 Gols
- Karlheinz Riedle
- Thomas Dooley

2 Gols
- Careca
- David Platt

1 Gol
- Stefan Effenberg
- Andreas Möller
- Alexi Lalas
- Earnie Stewart
- Luís Carlos Winck
- Luisinho
- Márcio Roberto dos Santos